# Золотоворітська вулиця
Золотоворі́тська ву́лиця — вулиця в Шевченківському районі міста Києва, місцевість Старий Київ. Пролягає від Рейтарської вулиці до вулиці Ярославів Вал.

## Історія

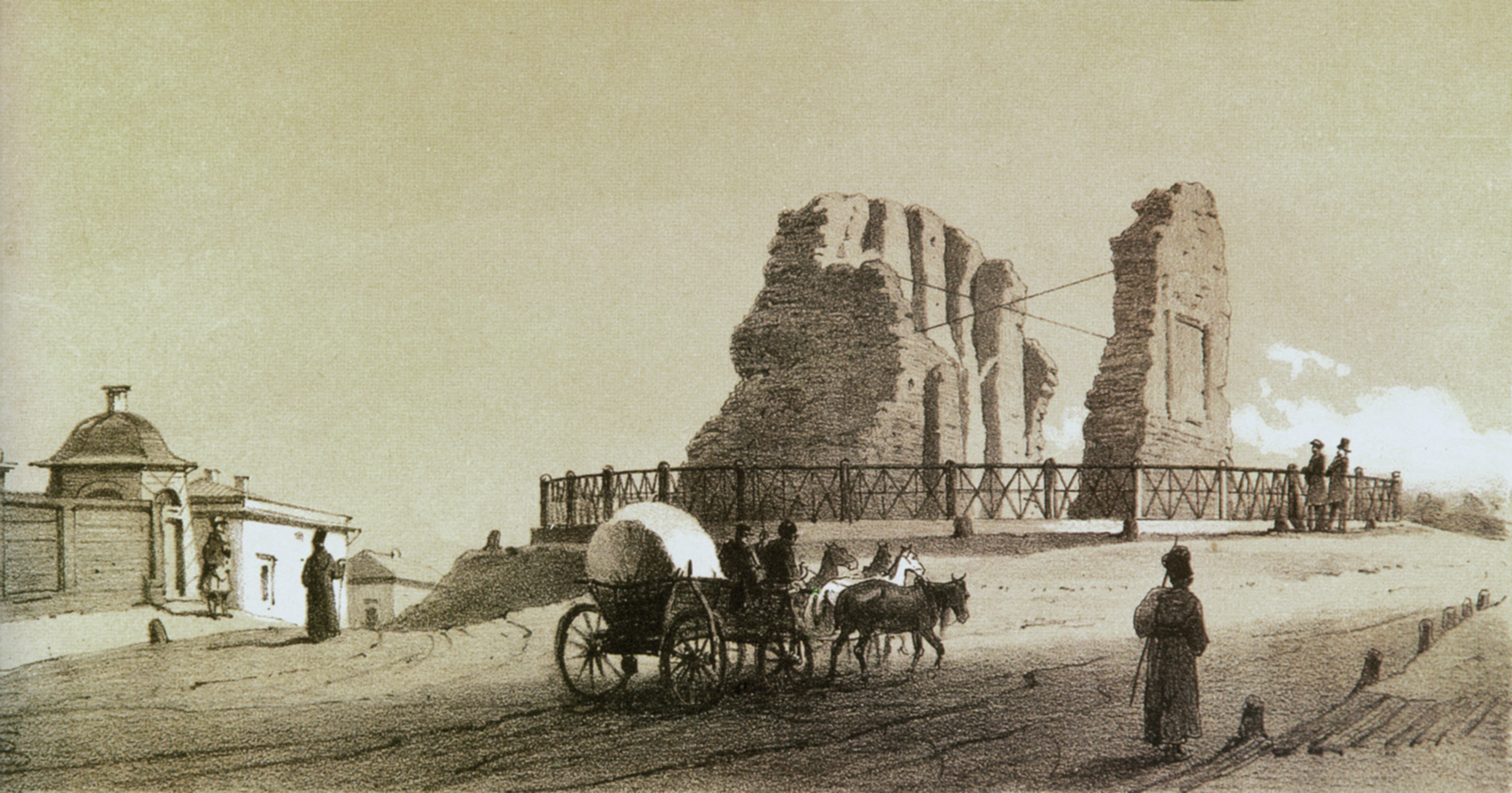
Золоті ворота, ріг Ярославового Валу та вулиці Золотоворітської (літографія Василя Тімма, 1858)

Одна з давніх київських вулиць, відома з ХІ століття, від часу побудови Золотих воріт — головної в'їзної брами стародавнього Києва — як дорога від них до Софійського монастиря. У кінці XVIII століття до 30-х років XIX століття разом з частиною сучасної Володимирської вулиці (від Софійської площі до Рейтарської вулиці) та Рейтарської вулиці входила до складу Золотої вулиці.

## Будинки
На вулиці частково збереглася забудова кінця XIX — початку XX ст. За статистичними даними за 1884 р., вулиця була забудована двоповерхівками, де перший поверх був кам'яний, другий — дерев'яний. Лише будинок № 2-а, який належав Якову Тарновському, був повністю кам'яним.
- № 2 — Житловий будинок. Побудований за проектом архітекторів Йосипа Каракіса та Анатолія Добровольського. Будівля збереглася зі значними спотвореннями, такими як: добудований п'ятий поверх, засклені ніші, зміна колірної гами і т. д.
- № 3 — Житловий будинок. 1919 року в ньому діяла Театральна академія.
- № 6 — Фасадний особняк, який у 1894 р. перебудували на замовлення викладача Києво-Софійського чоловічого духовного училища Євгенія Іваницького за проектом А. Краусса. На фасаді будинку вміщені ініціали власника «ЕИ» та дата «1894». Триповерховий флігель власник обладнав під умебльовані кімнати, їх налічувалось 49[2].
- № 11 — Колишній прибутковий будинок. Належав Вацлаву Вондраку. Перших два поверхи займала друкарня «Печатня С. П. Яковлева». У цьому ж буднику працювало медичне відділення Вищих жіночих курсів, очолюване професором Сергієм Томашевським[2].

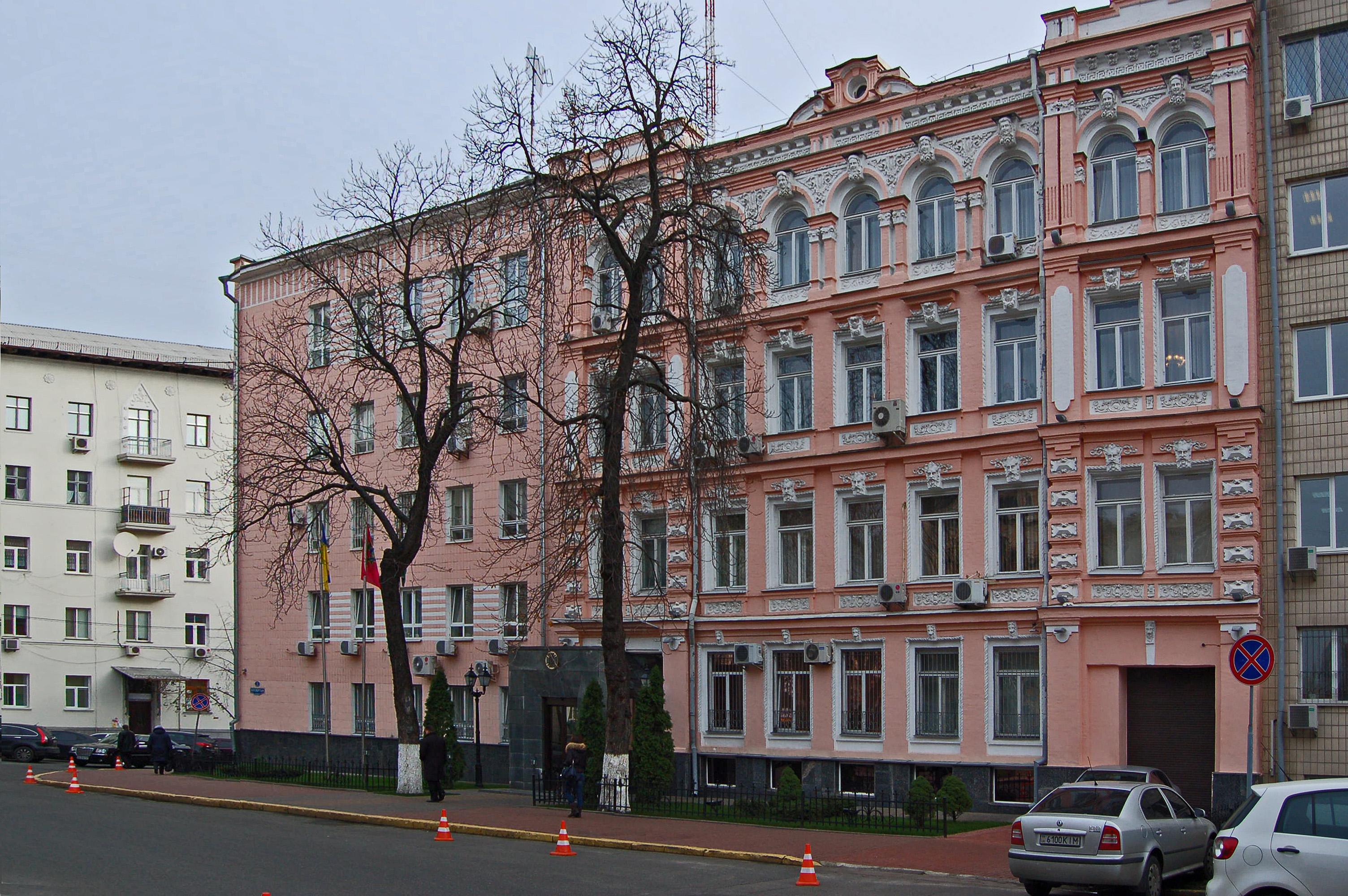
Будинок № 3
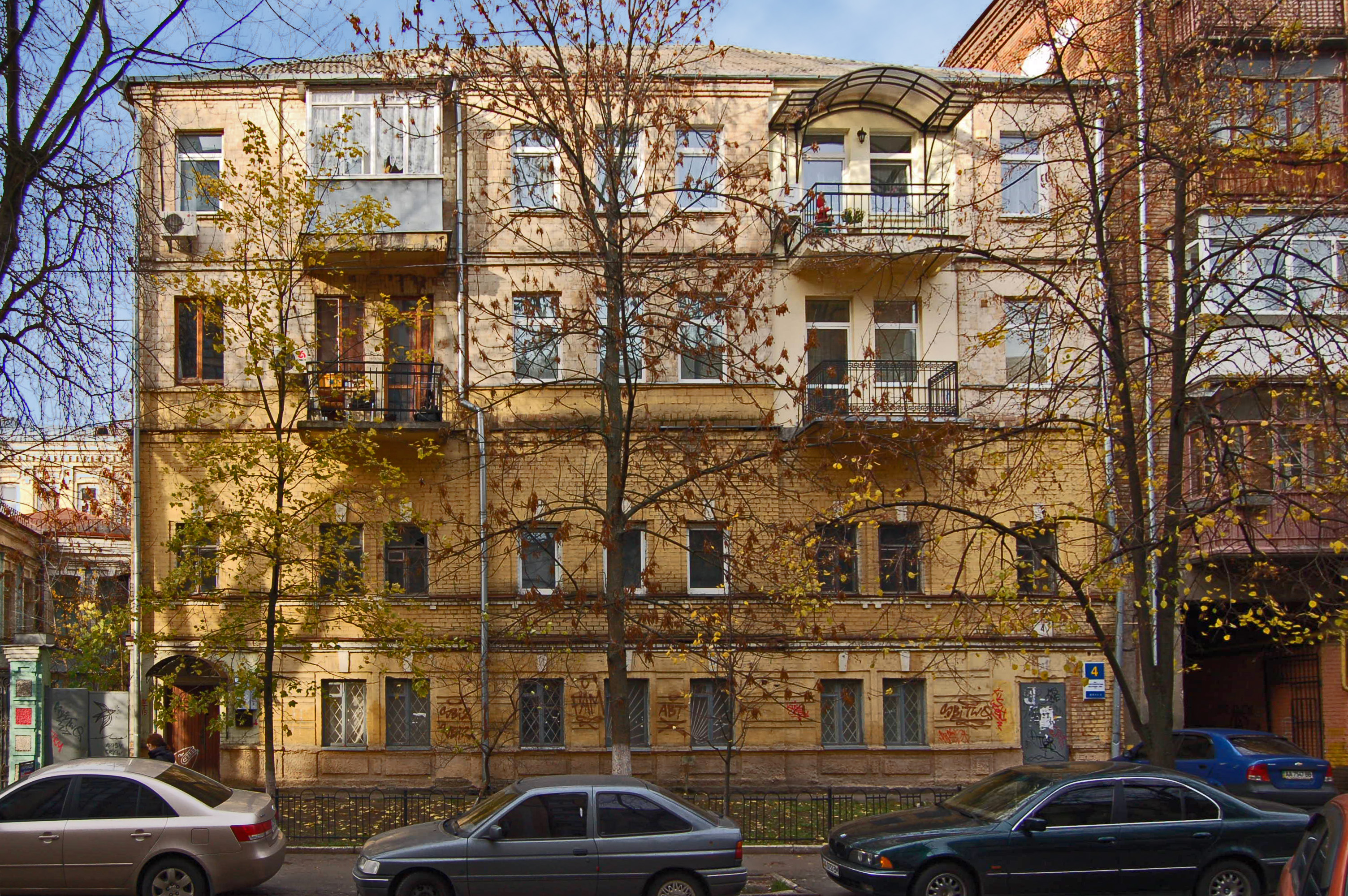
Будинок №4
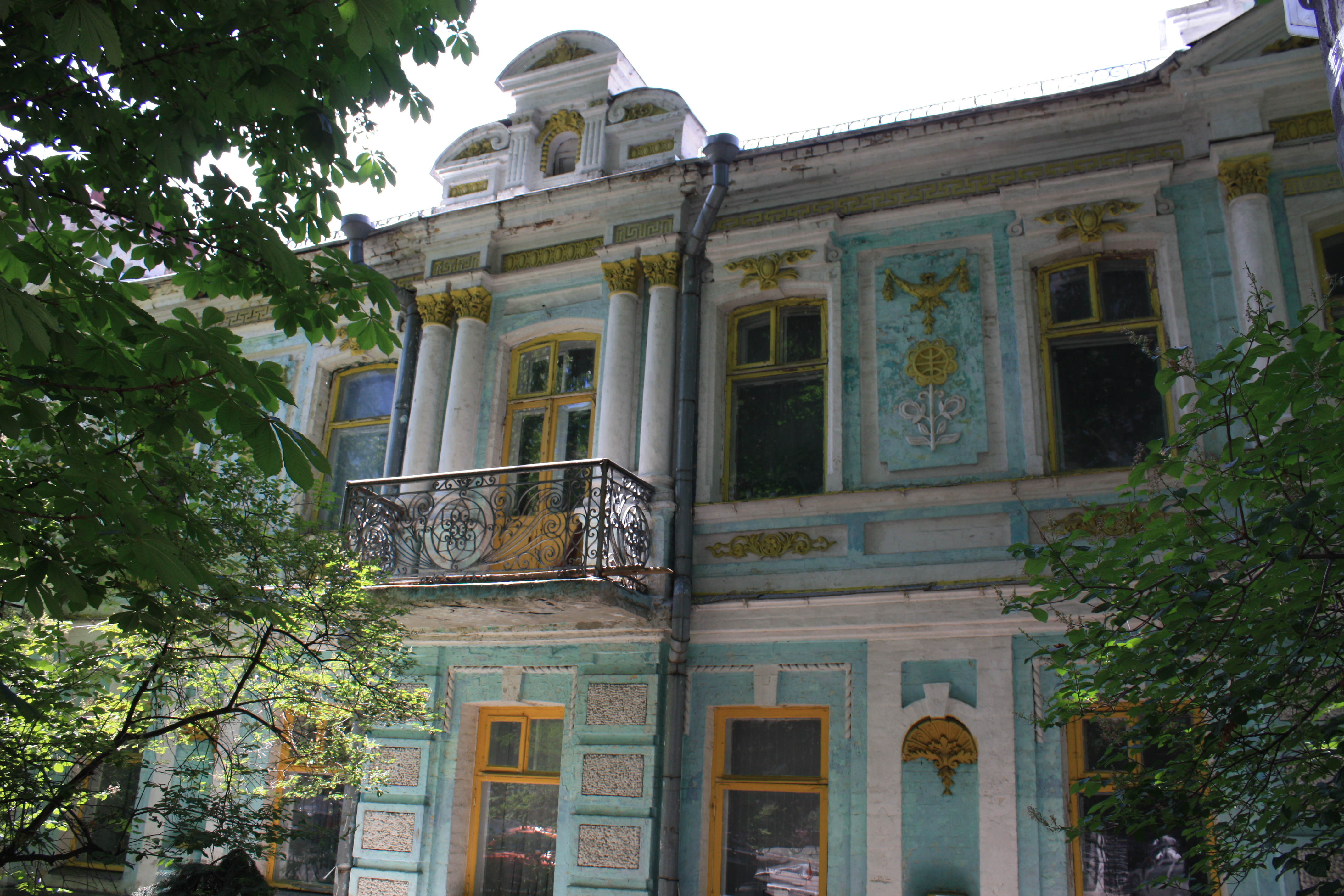
Будинок № 6
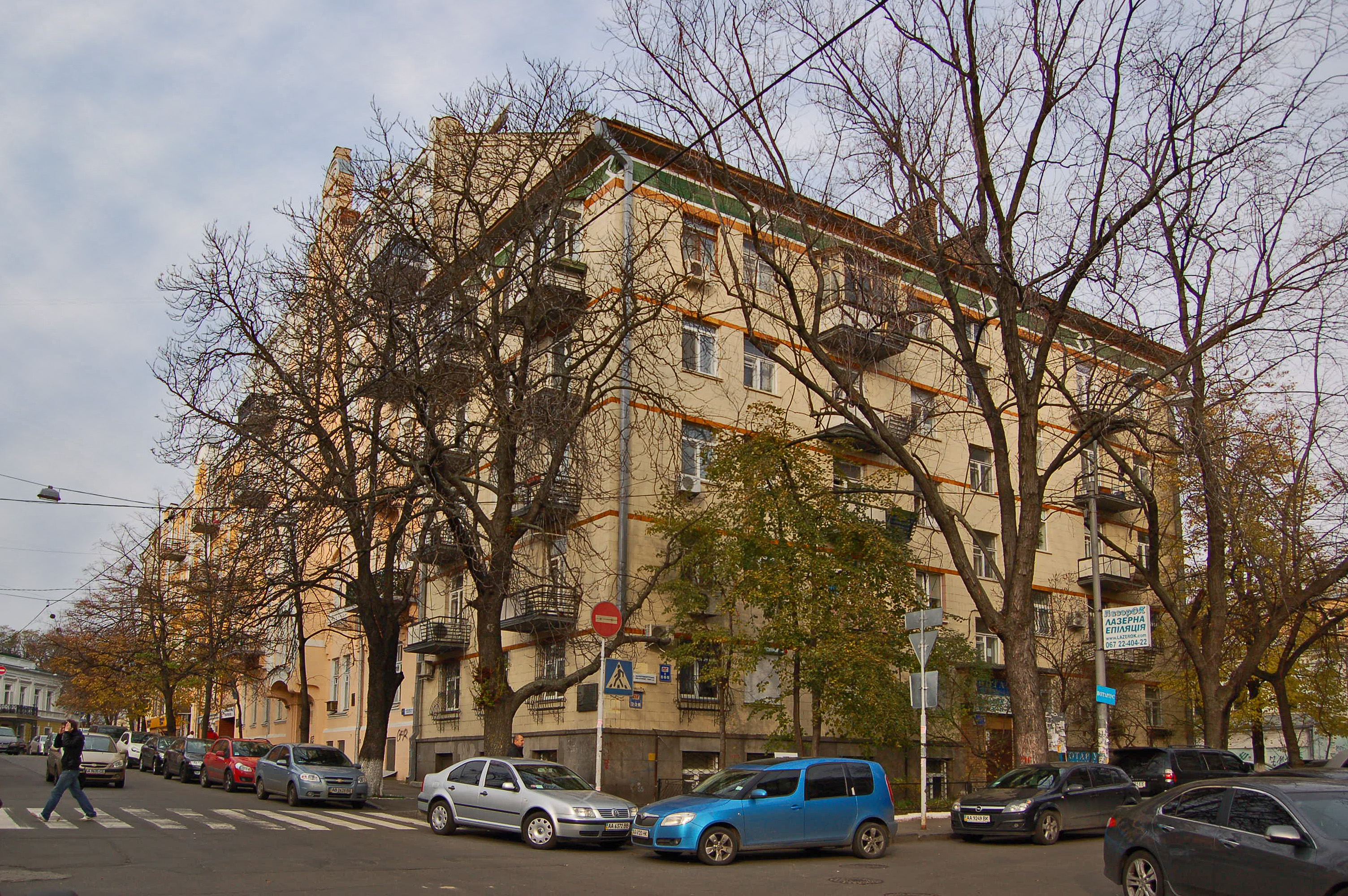
Будинок №8/4
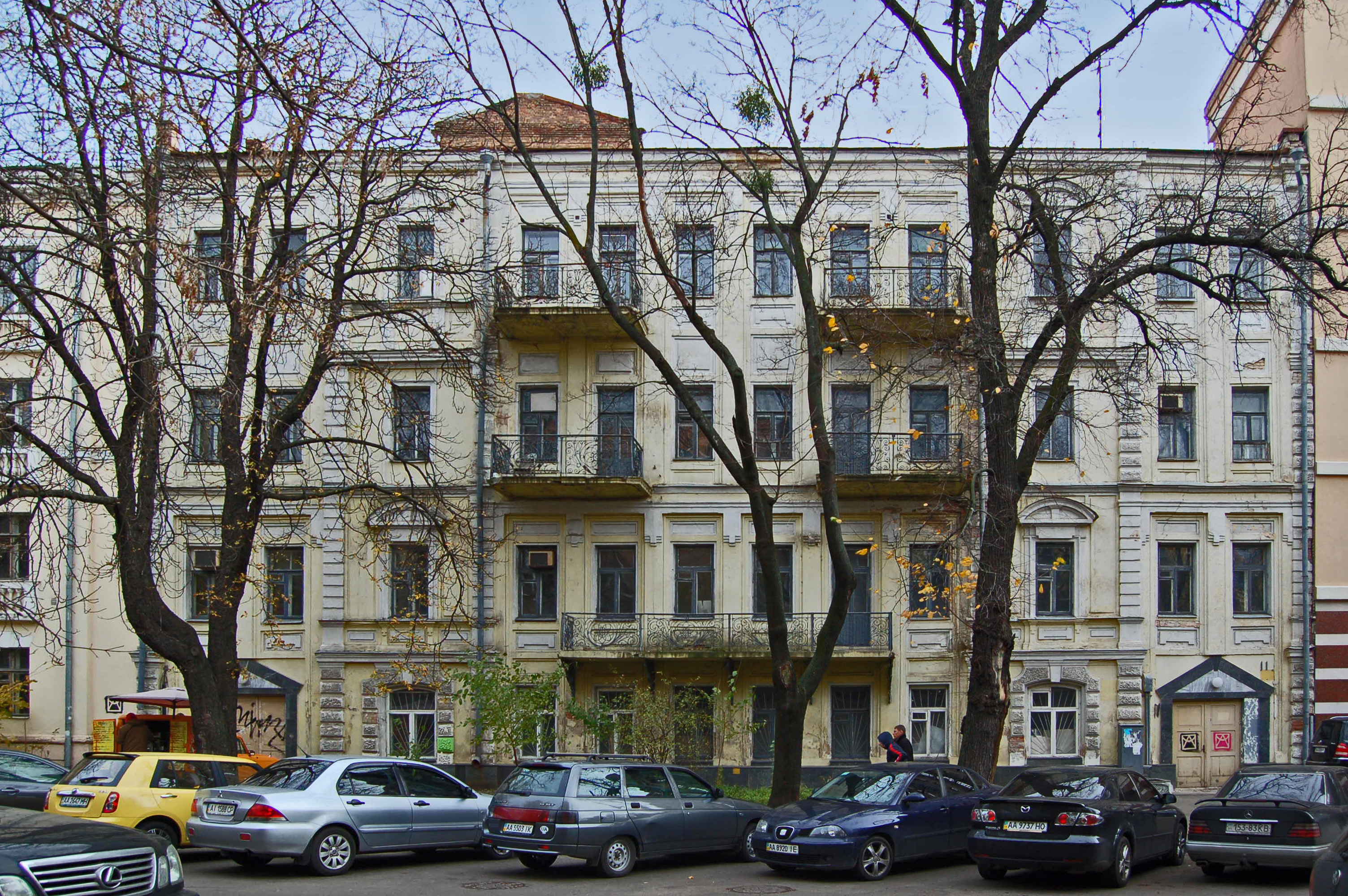
Будинок № 11

## Особистості
У будинку на Золотоворітській, 2-а, останні роки життя провела рідна сестра Якова Тарновського — Надія Тарновська, відома як кума Тараса Шевченка. Будинок № 11 у 1910-х роках належав київському адвокату, чеському громадському діячеві Вацлаву Вондраку.